# SAGEM Patroller
SAGEM Patroller – francuski, bezzałogowy aparat latający (UAV – Unmanned Aerial Vehicle), klasy MALE (Medium-Altitude Long-Endurance/statek powietrzny o średniej wysokości i długotrwałości lotu), opracowany przez firmę Sagem na bazie niemieckiego płatowca będącego motoszybowcem Ecarys ES15.

## Historia
Bazując na doświadczeniach, jakie firma Sagem zdobyła przy budowie i eksploatacji bezzałogowych samolotów typu SAGEM Crecerelle i SAGEM Sperwer, w pierwszej dekadzie XXI wieku podjęto prace nad nowym aparatem bezzałogowym. Nowa maszyna miała umożliwić potencjalnym klientom obniżenie kosztów zakupu i eksploatacji samolotu, zwiększenie osiągów, długotrwałości lotu oraz poprawę parametrów przenoszonych na pokładzie systemów rozpoznawczych. Dążono również do tego, aby zwiększyć zakres zbieranych podczas jednej misji danych, wyposażając aparat w wielosensorowe czujniki mogące obok danych optycznych zbierać również informacje pochodzące z innych źródeł, np. radiolokacyjnych. W celu zmniejszenia kosztów projektu jako platformę nośną całego systemu wykorzystano gotowe rozwiązanie, niemiecki motoszybowiec Ecarys ES15, zaprojektowany z myślą o długotrwałych lotach. Gotowy prototyp po raz pierwszy wzbił się w powietrze w czerwcu 2009 roku w Finlandii. W dwuosobowym szybowcu jedno z miejsc zajmował pilot, a drugie miejsce przeznaczono na systemy pokładowe. W takiej samej konfiguracji wykonywane były loty testowe przenoszonych systemów, jak również loty odbywające się w terenie zurbanizowanym. Pierwszy lot bez pilota na pokładzie wykonano w lipcu 2010 roku. W marcu 2012 roku przeprowadzono loty testowe mające na celu sprawdzenie funkcjonowania głowicy Euroflir 350 i systemu do odbierania sygnałów emitowanych przez morskie boje ratunkowe. Rok później, w maju 2013 roku, aparat testowany był w warunkach pustynnych, a w ciągu kolejnych kilku miesięcy zintegrowano z płatowcem nową głowicę Euroflir 410 i zasobnik COMINT służący rozpoznaniu promieniowania elektromagnetycznego.
1 stycznia 2016 roku, Direction générale de l'armement (dyrekcja generalna ds. uzbrojenia – DGA) oraz Dowództwo Sił Lądowych Francji wybrały produkt SAGEM w konkursie na nowy, bezzałogowy system rozpoznania taktycznego (Système de Drones Tactiques) w pokonanym polu pozostawiając brytyjski Watchkeeper WK450. 5 kwietnia 2016 w obecności francuskiego ministra obrony Jeana-Yvesa Le Driana, Vincent Imbert z DGA podpisał porozumienie o zakupie systemu Patroller dla Armée de terre. Zakup obejmuje w sumie czternaście aparatów i cztery stacje kierowania. Patrollery mają zastąpić inny produkt używany przez francuską armię, aparat SAGEM Sperwer. Wejście nowego systemu do uzbrojenia przewidywane było w 2018 roku.

## Konstrukcja
Patroller jest górnopłatem z usterzeniem w kształcie litery „T”, będącym bezzałogowym aparatem klasy MALE, charakteryzującym się operowaniem na średnim pułapie i długim czasem przebywania w powietrzu. Maszyna wykonana jest z włókna węglowego i kompozytów. Napęd stanowi silnik tłokowy Rotax 914F napędzający trójłopatowe śmigło ciągnące. Na górnej powierzchni kadłuba, pomiędzy skrzydłami umieszczono, obniżając w ten sposób sygnaturę termiczną płatowca, wylot spalin silnikowych. Samolot prototypowy posiada stałe, trójkołowe podwozie z przednim podparciem. Maszyny seryjne mają mieć również podwozie z przednim podparciem, ale chowane w locie. Awionika Patrollera obejmuje system GPS, laserowy, bezwładnościowy system nawigacyjny i telemetryczny, system automatycznego startu i lądowania i trójkanałowy układ autopilota. Płatowiec transportowany może być na miejsce startu lub bazowania w pięciu składanych częściach. Złożenie aparatu zajmuje czterem osobom czas poniżej trzech godzin.

## Wyposażenie rozpoznawcze
Maszyna posiada trzy punkty do podwieszania przenoszonych systemów rozpoznawczych: dwa podskrzydłowe i jeden podkadłubowy o udźwigu 90 kg, który przeznaczony jest do montażu głowicy obserwacyjnej. Na węzłach podskrzydłowych, o udźwigu 80 kg każdy, również istnieje możliwość podwieszenia dodatkowej głowicy, ale także zasobników z radarem z syntetyczną aperturą, radarem dozoru obszaru morskiego, zasobnika z systemem rozpoznania SIGINT/ELINT czy dodatkowych zbiorniki paliwa.

## Wersje
- Patroller R – wersja przeznaczona do wypełniania zadań ISTAR (Intelligence, Surveillance, Target Acquisition and Reconnaissance). Wersja charakteryzuje się posiadaniem dwóch podkadłubowych węzłów do podwieszania wyposażenia, posiadając dzięki temu możliwość zabrania dodatkowego zbiornika paliwa i dłuższego przebywania w powietrzu.
- Patroller M – wersja przeznaczona do dozoru i obserwacji powierzchni morza, wyposażona w dedykowany temu zadaniu radar obserwacji powierzchni akwenu oraz system automatycznej identyfikacji jednostek AIS.
- Patroller S – wersja przeznaczona dla służb porządkowych, cywilnych i ratowniczych.